# 名古屋市立菊住小学校
名古屋市立菊住小学校（なごやしりつ きくずみしょうがっこう）は、愛知県名古屋市南区駈上一丁目にある公立小学校。

## 歴史

### 校名の由来
校名は分離時に、新学区の住民となる住民の投票により選ばれたもので、本校である「桜」に対して、秋の花である菊を校名としたものであるという。

### 沿革
- 1957年（昭和32年） - 名古屋市立桜小学校分校設立[2]。
- 1958年（昭和33年）11月15日 - 名古屋市立桜小学校より分離独立[3]。

### 児童数の変遷
『愛知県小中学校誌』（1998年）によると、児童数の変遷は以下の通りである。
| 1958年（昭和33年） | 759人 |  |
| 1967年（昭和42年） | 740人 |  |
| 1977年（昭和52年） | 841人 |  |
| 1987年（昭和62年） | 670人 |  |
| 1997年（平成9年）  | 372人 |  |

## 通学区域
所管する名古屋市教育委員会は、2019年（令和元年）9月1日現在、南区駈上一丁目・駈上二丁目・菊住一丁目・菊住二丁目・外山一丁目・外山二丁目・平子一丁目・平子二丁目の各全域および、大堀町・鶴田一丁目・寺崎町・鳥栖一丁目・鳥栖二丁目の各一部を通学区域として指定している。
また、卒業後の進学先は名古屋市立桜田中学校となっている。